# Carloman (fill de Carles Martell)
Carloman (707 - 17 d'agost de 754) fou un majordom de palau (sobirà) del regne d'Austràsia entre 741 i 747. Retirat, es feu monjo benedictí. És venerat com a sant per l'Església catòlica. Fou venerat per l'Església, i figura com a sant en diversos martirologis antics. No va tenir un procés de canonització formal, i altres santorals l'enumeren com a beat o venerable.
Era el fill major del majordom de Nèustria i Austràsia, Carles Martell, i de Rotruda (695-724). El 741, a la mort del seu pare, heretà Austràsia, Suàbia i Turíngia, on governà com a majordom (o cap del govern), sense voler prendre el títol de rei. Lluità contra el ducat d'Aquitània, els alamans, els bavaresos i els saxons, als que derrotà.
Promogué, influït per Sant Bonifaci de Fulda, que es posà sota la seva protecció, entre 742 i 744, una política de reforma moral dels costums del clergat i de respecte pel patrimoni de l'Església i les seus episcopals.
En 747 renuncià al poder i es va fer religiós. Va reunir-se amb el papa Zacaries I i li demanà poder passar a l'estat clerical, i es retirà a l'abadia benedictina de Montecassino, deixant el poder al seu germà Pipí el Breu, amb els seus títols i possessions.
En 751 va voler intervenir per impedir la coronació del seu germà com a rei dels francs, però el papa aconseguí de detenir-lo a la Provença i l'obligà a tornar a Montecassino. El 753 fou enviat a França a una missió de pau i morí a Viena del Delfinat el 754. Fou sebollit a l'abadia de Montecassino.
Carloman va tenir un fill Drogó (? - ca.753), majordom de palau d'Austràsia, associat al seu pare; després de 747 fou enviat a un monestir pel seu oncle Pipí el Breu.